# Oh Yeah (canção de Yello)
"Oh Yeah" é um single lançado em 1985 pela banda suíça Yello e contida em seu álbum Stella. Em 1986, alcançou o número 51 na Billboard Hot 100 dos Estados Unidos e número 36 nas paradas de dança naquele mesmo país. Além disso, o single alcançou o número nove na Austrália em outubro de 1988.
A canção apresenta uma mistura de música eletrônica e vocais manipulados. A canção ganhou popularidade após ser destacado nos filmes Ferris Bueller's Day Off (1986) e The Secret of My Success (1987). Sua versão relançada em 1987, apresenta as letras extras: "such a good time / a really good time". Um remix da canção, intitulada "Oh Yeah Oh Six", alcançou número um nas paradas de dança dos Estados Unidos em 2006.

## Aparições famosas

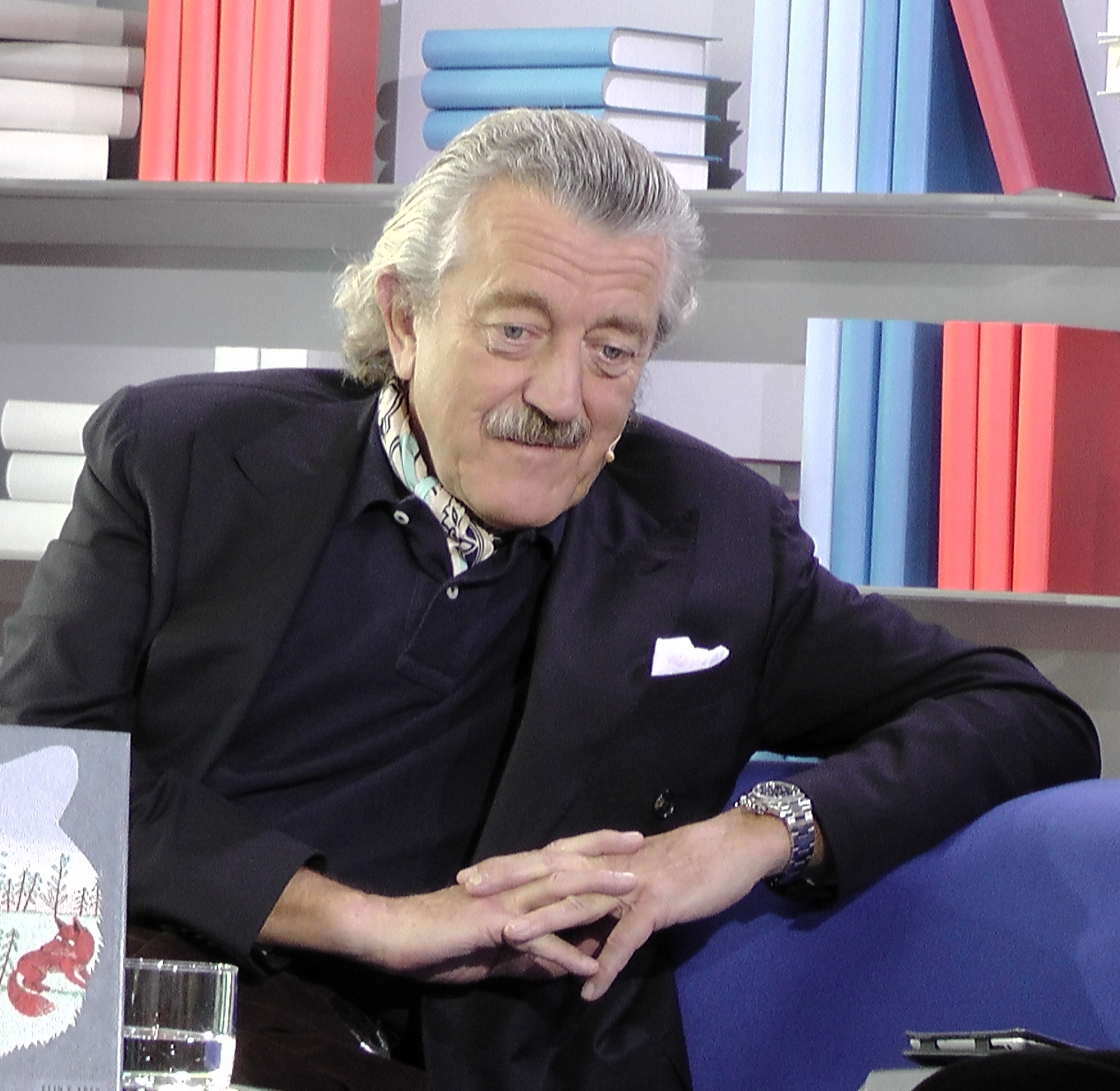
Dieter Meier, vocais

- A canção se tornou notória por ter feito parte do filme Ferris Bueller's Day Off, de 1986
- Fez parte do filme de 1987, The Secret of My Success, estrelado por Michael J. Fox, embora a canção não tenha aparecido no álbum da trilha sonora
- Vários comercias de Twix em 1988
- She's Out of Control (1989)
- K-9 (1989)
- Not Another Teen Movie (2001)
- Soul Plane (2004)
- Os Simpsons, onde é a música-tema do personagem Duffman
- Comercial da TV brasileira feito por Kuwait em 2011
- "Naked", episódio de Glee, onde a qualquer momento alguém removeu a roupa dele ou dela
- South Park, no episódio "Hell on Earth 2006", onde o Satanás tem sua "festa" do dia das bruxas
- It's Always Sunny in Philadelphia, no episódio "Sweet Dee Has a Heart Attack", durante a cena onde Mac e Charlie se tornam carteiros. A canção é referida como 'Day Bow Bow'
- Alvin e os Esquilos 2 (2009)
- Gran Turismo 4 e Gran Turismo PSP, quando um jogador não consegue completar um teste de licença
- Como tema de abertura de Celebrity Talk Show (chinês tradicional: 今夜不設防), exibida pela ATV direto de Honguecongue
- Em "Chuck Versus the DeLorean", segunda temporada, episódio 10, quando Morgan revela sua nova aquisição
- Cena de abertura do filme American Pie - O Livro do Amor (2009)
- No episódio 42-Year-Old-Virgin" de American Dad!, durante a cena onde um pedófilo tenta atrair crianças para sua caminhonete pintada para parecer um caminhão de sorvete
- Deadpool, quando o personagem-título profere "chikah-chi-kaaah" durante uma cena pós-crédito que recria a cena pós-título de Ferris Bueller's Day Off.